# Generali francesi uccisi durante la prima guerra mondiale
La lista dei generali francesi uccisi durante la prima guerra mondiale elenca gli ufficiali generali uccisi o morti in seguito per le ferite riportate, nel periodo che va dal 28 luglio 1914 (dichiarazione di guerra dell'Austria-Ungheria alla Serbia) fino al 10 agosto 1920 (Trattato di Sèvres).
La lista raggruppa i 42 generali ufficialmente dichiarati Mort pour la France o "morti sul campo dell'onore", nella prima guerra mondiale e che figurano sul monumento Généraux morts au Champ d'Honneur 1914-1918 nella chiesa di Saint-Louis nell'Hôtel des Invalides di Parigi.
Non compaiono i generali morti per cause naturali come Joseph Gallieni (morto di malattia), o i suicidi (come Pierre Peslin, comandante della 9ª divisione di fanteria, morto il 10 agosto 1914). Non compaiono nemmeno gli ufficiali superiori aventi grado di generale di brigata a titolo temporaneo come il colonnello Théodore Pein, comandante della 1ª brigata di fanteria, morto a Acq il 10 maggio 1915.

## Generali caduti
- Ernest Jean Aimé, caduto il 6 settembre 1916 a Combles, vicino al Fort de Souville durante la battaglia di Verdun[3].
- Ernest Anselin, caduto il 24 ottobre 1916 da un colpo di obice durante la preparazione dell'attacco al forte Douaumont[4].
- Paul Arrivet, caduto il 29 ottobre 1914 per una pallottola alla testa durante una visita di trincea nella zona di Crouy.
- Ernest Auguste Barbade, caduto il 10 settembre 1914, comandante della 25ª brigata, fu ucciso a Sompuis, durante la prima battaglia della Marna[5].
- Ernest Jacques Barbot, caduto il 10 maggio 1915 ferito a Souchez, morì durante la sua evacuazione a Villers-Châtel.
- Marie Désiré Pierre Bataille, caduto l'8 settembre 1914, comandante della 81ª brigata, ucciso da un colpo di obice al Col du Bonhomme (Vosgi)[6].
- Jules Augustin Williams Léon Battesti, caduto il 25 settembre 1914, Generale della gendarmeria, comandante di una brigata di riservisti di fanteria, ucciso a Cernay-lès-Reims durante il bombardamento di Reims.
- Marie Joseph Eugène Bridoux, caduto il 17 settembre 1914, comandante di un'unità di cavalleria, ferito mortalmente in un'imboscata con il suo Stato Maggiore a Pœuilly[7].
- Paul Constant Caudrelier, caduto il 30 novembre 1914, ucciso durante un'ispezione delle trincee a Minaucourt.
- Georges Émile Paul Challe, caduto l'11 ottobre 1917, ucciso davanti ad Avocourt, in ricognizione in un nuovo settore riconquistato di cui dirigeva l'organizzazione.
- Jean Lambert Alphonse Colin, caduto il 30 dicembre 1917, morto in seguito di ferite riportate a Holeven, in Serbia.
- Achille Deffontaines, caduto il 26 agosto 1914, comandante ad interim della 24ª Divisione Fanteria (Francia), ferito mortalmente, si spegne all'ospedale di Reims.
- Gabriel Delarue, caduto il 20 marzo 1915, colpito alla testa da una pallottola nella Champagne, mentre ispezionava una trincea che era stata appena conquistata a Minaucourt-le-Mesnil-lès-Hurlus.
- Paul Émile Diou, caduto il 23 agosto 1914, comandante della 63ª brigata, ferito nella battaglia di Morhange il 20 agosto, morì a Dieuze.
- Gaston Dupuis, caduto il 9 settembre 1914, comandante della 67ª brigata nella prima battaglia della Marna, ucciso da un obice a Le Meix-Tiercelin.
- Georges Jacques Durand, caduto il 18 novembre 1914, morto per le ferite ricevute il 15 settembre a Craonne, deceduto a La Rochelle.
- Marie François Adolphe Gabriel Ganeval, caduto il 7 giugno 1915, comandante della 2ª brigata del Corps expéditionnaire d'Orient, morto a Sedd-Ul-Bahr (Turchia) durante la Campagna di Gallipoli.
- Pierre Girodon, caduto il 23 settembre 1916, ferito durante una ricognizione nel settore di Bois l'Abbé, verso Bouchavesnes, morto a Cléry-sur-Somme.
- Charles Antoine Grand d'Esnon, caduto il 21 settembre 1914, comandante della 149ª brigata, ucciso a Vigneulles-lès-Hattonchâtel durante la battaglia di Woëvre[8].
- Pierre Aimable Guignabaudet, deceduto il 31 maggio 1918, comandante la 41ª Divisione fanteria, morto in ambulanza per le ferite ricevute a Kemmel (Belgio).
- Athanase Marie Krien, deceduto il 9 maggio 1916, ferito in combattimento, morì il 9 maggio all'ospedale di Commercy.
- Victor Emmanuel Largeau, deceduto il 27 marzo 1916, ferito nel settore d'Avocourt il 26, morì in ambulanza il giorno seguente.
- Lucien Zacharie Marie Lizé deceduto il 5 gennaio 1918, ferito organizzando i soccorsi dopo il bombardamento aereo del quartier generale francese di Castelfranco Veneto, morto nell'Ospedale galliera (Italia).
- Louis de Grandmaison, deceduto il 19 febbraio 1915, promosso generale durante la guerra, ucciso a un chilometro a nord di Soissons, da un colpo di obice.
- Louis François Marcot, deceduto il 4 ottobre 1914, ucciso da fuoco nemico davanti a Essarts-lès-Bucquoy, Bucquoy.
- Georges Marquet, deceduto il 16 settembre 1914, comandante della 17ª brigata, ucciso a Varennes-en-Argonne.
- Joseph Georges Antoine Masnou, deceduto il 17 luglio 1915, comanda una divisione del corps expéditionnaire d'Orient, morto in mare a causa delle sue ferite.
- Jean Baptiste Albert Moussy, deceduto il 21 maggio 1915, morto in seguito alle ferite riportate nella Prima battaglia di Ypres, a Ytres o a Grenay[9].
- Louis Victor Plessier, deceduto il 27 agosto 1914, comandante della 88ª brigata, ferito nella battaglia di Dornach (1914) a Wittersdorf, morto all'ospedale di Lione.
- Léon Raffenel, deceduto il 22 agosto 1914, trova la morte nella battaglia di Rossignol (Belgio)[10].
- Jérôme Édouard Auguste Reymond, deceduto il 27 dicembre 1914 , comandante la 4ª brigata coloniale, ucciso a Massiges.
- Georges Émile Joseph Riberpray, deceduto l'11 settembre 1917, ucciso in prima linea al Bois le Chaume durante l'attacco dell'altopiano di Caurrières, a nord di Verdun.
- Charles Rondony, deceduto il 22 luglio 1914 Comandante della fanteria coloniale 3ª Brigata, ferito mortalmente nella battaglia di Rossignol (Belgio), morì a St. Vincent[11].
- Charles Auguste Henri Roques, deceduto il 6 settembre 1914, morto all'ospedale di Bar-le-Duc per le ferite riportate[12].
- Jean Louis Théodore Lucien Rousseau, deceduto il 20 settembre 1914, comandante della 69ª divisione, ferito a Cormicy, gli è stato dedicato un monumento.
- Victor Baptistin Sénès, deceduto il 27 aprile 1915, contrammiraglio, muore in mare, sull'incrociatore Léon Gambetta nel Mar Adriatico nel canale d'Otranto.
- Marcel Serret, deceduto il 6 gennaio 1916, ferito nella battaglia di Hartmannswillerkopf il 28 dicembre 1915, muore a Moosch. Prima del 1914, era attaché militare a Berlino[13].
- Charles Antoine Sibille, caduto il 27 settembre 1914, ucciso da fuoco nemico a Beaumont, mentre studiava le posizioni nemiche.
- Jean Paul Ernest Stirn, deceduto il 12 maggio 1915, comandante della 77ª Divisione Fanteria, ferito mortalmente nella seconda battaglia dell'Artois davanti a Carency.
- Corneille Gustave Ernest Trumelet-Faber[14], deceduto l'11 marzo 1916, comandante della 80ª Divisione fanteria, ferito durante un'operazione, morì all'ospedale di Ost-Dunkerque (Belgio).
- Pierre des Vallières, caduto il 28 maggio 1918, mitragliato nella sua auto a Juvigny, a nord di Soissons, durante la terza battaglia dell'Aisne.
- Henri Alexis Joseph Vanwaetermeulen, caduto il 16 luglio 1918, durante l'attacco di Belloy e Lataule; è ferito da uno shrapnel il 10, muore in ambulanza a La Veuve; riposa nella Nécropole nationale de Sept-Saulx.